# Рона-Таш, Андраш
Андраш Рона-Таш (венг. Róna-Tas András; 30 декабря 1931, Будапешт) — венгерский языковед, историк, тюрколог и монголовед, исследователь чувашского языка, действительный член Венгерской академии наук (1995).

## Биография
Окончил Будапештский университет (1955), специализировался по тибетологии, алтаистике и культурной антропологии. С 1967 работает в Сегедском университете, в 1974 основал и в течение 20 лет заведовал кафедрой алтаистики, в 1990—1992 ректор университета.
В 1965 и 1973 участвовал в экспедициях по Чувашии и Поволжью, после чего вышла его книга «Epigraphica Bulgarica» (1973) в соавторстве с Ш. Фодором. В ней высказал идею о булгарском происхождении чувашей. Предложил новую периодизацию истории чувашского языка сравнительно с соответствующими периодами развития других тюркских языков.